# (14969) Willacather
(14969) Willacather (1997 QC1) – planetoida z grupy pasa głównego asteroid okrążająca Słońce w ciągu 3,46 lat w średniej odległości 2,29 j.a. Odkryta 28 sierpnia 1997 roku.